# جاستین ثرو
جاستین پل ثرو (به انگلیسی: Justin Paul Theroux) (زادهٔ ۱۰ اوت ۱۹۷۱) بازیگر آمریکایی است. از فیلم‌های معروف او می‌توان به جادهٔ مالهالند، زولندر و فرشتگان چارلی ۲ و نقش‌آفرینی در سریال بازماندگان اشاره کرد. جاستین ثرو، همسرِ جنیفر آنیستون بود که در سال ۲۰۱۷ جدا شدند.

## فیلم‌شناسی

### فیلم
| سال  | عنوان                               | نقش                 | توضیحات |
| ---- | ----------------------------------- | ------------------- | ------- |
| ۱۹۹۶ | من به اندی وارهول شلیک کردم         | مارک                |         |
| ۱۹۹۷ | تجدید دیدار دبیرستانی رومی و میشل   | کلارنس مرد گاوباز   |         |
| ۱۹۹۷ | در مدینه فاضله                      | دنیل بکت            |         |
| ۱۹۹۷ | خانه رؤیایی                         | مارک بروکس          |         |
| ۱۹۹۸ | قورباغه‌ها برای مارها                | فلاو سانتانا        |         |
| ۱۹۹۸ | بی‌پول مرده                          | جیمز                |         |
| ۲۰۰۰ | روانی آمریکایی                      | تیموتی برایس        |         |
| ۲۰۰۰ | باشگاه شکسته دلان: یک کمدی رومانتیک | مارشال              |         |
| ۲۰۰۱ | جاده مالهالند                       | آدام کشر            |         |
| ۲۰۰۱ | دختر خوابالو                        | دوست پسر ربکا       |         |
| ۲۰۰۱ | زولندر                              | دیجی شیطانی         |         |
| ۲۰۰۳ | فرشتگان چارلی ۲                     | سیموس او گاردی      |         |
| ۲۰۰۳ | دوپلکس                              | کوپ                 |         |
| ۲۰۰۳ | پایان شاد                           | جک                  |         |
| ۲۰۰۵ | غریبه‌ها با آبنبات                   | کارلو هانکلین       |         |
| ۲۰۰۵ | باکستر                              | برادلی لیک          |         |
| ۲۰۰۶ | میامی وایس                          | کاراگاه لری زیتو    |         |
| ۲۰۰۶ | امپراتوری درون                      | دوون برک/بیلی ساید  |         |
| ۲۰۰۶ | افسانه لوسی کیز                     | گای کولی            |         |
| ۲۰۰۶ | بازگشت به راجاپور                   | جرمی ریر دون        |         |
| ۲۰۰۷ | انگلیسی شکسته                       | نیک گابل            |         |
| ۲۰۰۷ | ده                                  | عیسی مسیح           |         |
| ۲۰۰۷ | فداکاری                             | وکیل پشت تلفن       |         |
| ۲۰۰۸ | تندر استوایی                        | دی جی در صحنه پارتی |         |
| ۲۰۱۰ | مرد آهنی ۲                          |                     | نویسنده |
| ۲۰۱۰ | ابرذهن                              | پدر مگا مایند (صدا) |         |
| ۲۰۱۱ | والاحضرت                            | لیزار               |         |
| ۲۰۱۲ | دوران راک                           |                     | نویسنده |
| ۲۰۱۲ | عشق سفر                             | ست                  |         |
| ۲۰۱۶ | زولندر ۲                            | دی جی شیطانی        |         |
| ۲۰۱۶ | دختری در قطار                       | تام واتسون          |         |
| ۲۰۱۶ | خداوند: یک لگو نینجاگو کوتاه        | راوی (صدا)          |         |
| ۲۰۱۷ | فیلم لگو نینجاگو                    | لرد گاردامون (صدا)  |         |

### تلویزیون
| سال       | عنوان            | نقش                | توضیحات              |
| --------- | ---------------- | ------------------ | -------------------- |
| ۱۹۹۶      | سنترال پارک وست  | گری اندرو          | قسمت استفانی و گرگها |
| ۱۹۹۸      | شهر فرفره‌ای      | پیت                | قسمت قهرمان محلی     |
| ۱۹۹۸      | نیویورک سری      | فرانکی استون       | قسمت ۳               |
| ۱۹۹۸      | الی مک‌بل         | ریموند براون       | قسمت فقط نگاه کردن   |
| ۱۹۹۸–۱۹۹۹ | سکس و شهر        | جارد / ووگ ویسل    | قسمت ۲               |
| ۱۹۹۹      | سوت‌های خطر       | افسر دیوید بونتمپو | فیلم تلویزیونی       |
| ۲۰۰۰–۲۰۰۱ | ناحیه            | نیک‌پی یرس          | قسمت ۲۷              |
| ۲۰۰۳      | آلیاس            | سیمون واکر         | قسمت ۲               |
| ۲۰۰۳–۲۰۰۴ | شش فوت زیر زمین  | جو                 | قسمت ۸               |
| ۲۰۰۵      | اعترافات یک سگ   |                    | خلبان                |
| ۲۰۰۸      | جان آدامز        | جان هنکاک          | قسمت ۲               |
| ۲۰۱۰      | پارک‌ها و تفریحات | جاستین اندرسون     | قسمت ۴               |
| ۲۰۱۱      | مدرکی            | جان جورگن          |                      |
| ۲۰۱۴–۲۰۱۷ | بازماندگان       | کوین گاروی         | قسمت ۲۸              |

### بازی‌های ویدئویی
| سال  | عنوان                      | نقش | توضیحات |
| ---- | -------------------------- | --- | ------- |
| ۲۰۰۹ | ندای وظیفه: جنگاوری نوین ۲ |     |         |